# سيليورس
سيليورس هي إحدى قبائل بريطانيا القوية والقديمة وتحتل  جنوب شرق ويلز.

## أصول
يعتبر أصول قبيلة  سيليورس وفقاً لسيرة تاسيتوس من أجريكولا، ووصف بأنهم كأنو ذو بشرة داكنة وشعر مجعد وبسبب مظهرهم أعتقد تاسيتوس أنهم عبروا من أسبانيا.

## علم أصل الكلمة
أصل كلمة سلتيك من الكلمة اللاتينية (sīlo) كما أنها ربما تكون مشتقة  من الجذر المشترك السلتي  'البذور'.

## مقاومة شرسة للقوات الرومانية

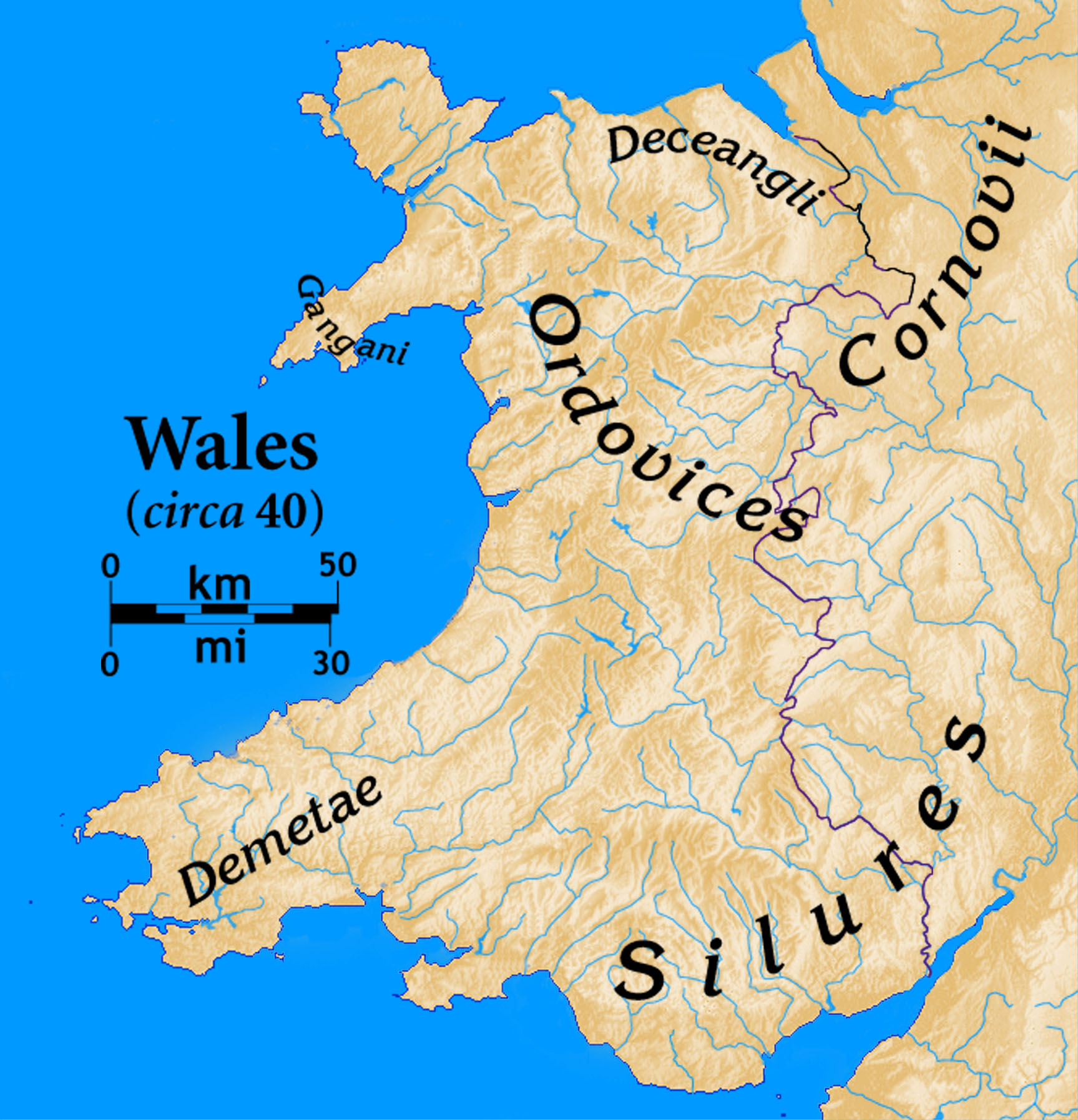
قبائل ويلز في وقت الغزو الروماني. يظهر أيضا الحدود الويلزية الحديثة ، لأغراض مرجعية.

قاومت سيليورس  بشدة غزو الرومان وكان ذلك  عام 48 ميلادية ، بمساعدة من كاراتاكوس ، القائد العسكري وأمير كاتوفيلاوني .
أول هجوم على القبائل الويلزية كان من قبل المقيم في بوبليوس أوستوريوس حوالي عام 48 ميلادي.